# 行政委任立法
多くの国において、行政委任立法（ぎょうせいいにんりっぽう；英：Statutory Instrument）とは、委任立法ないし第二次立法の一形式。命令や制定法的文書と訳されることもある。また、香港政府における訳例に倣って法定文書と訳されることもある。

## イギリス
行政委任立法は、グレート・ブリテンにおける委任立法ないし第二次立法の主要な形式である行政委任立法を制定する過程は1946年行政委任立法法によって定められる。。この法律により廃止された従前の制度においては、行政委任規則・命令が1893年規則公開法に基づいて制定されていた。この改正は1948年に施行された。
1999年のスコットランドおよびウェールズへの権限委譲により、行政委任立法の制定する権限が数多くそれぞれスコットランド政府およびウェールズ議会政府に移転された。スコットランド政府の制定する行政委任立法は、スコットランド行政委任立法と呼ばれる。
北アイルランドにおいては、委任立法は、行政委任立法ではなく、行政委任規則（Statutory Rules）として制定される。

## アイルランド共和国
アイルランド共和国においては、行政委任立法という語は、イギリスにおける場合よりもずっと広い意味が与えられている。1947年行政委任立法法において、行政委任立法は「an order, regulation, rule, scheme or bye-law made in exercise of a power conferred by statute」（法律により授権された権能の行使により発される命令、規則、準則、計画または条例）と定義されている。
しかしながら、政府刊行物発行所において公表・付番されている行政委任立法の数は限定的である。その主たる理由は、委任立法の制定の根拠となる法律が、委任立法はウラクタスの両院に提出されることを求めていることにある。

## その他の国
イギリスと同様に、オーストラリアおよびカナダの連邦および州の政府は、それぞれの委任立法を行政委任立法と呼称する。
カナダでは、カナダ女王による詔書（proclamation）として行政委任立法を用いる。例えば、1982年憲法法（イギリス側の部分は1982年カナダ法という。）を施行した1982年4月17日カナダ女王詔書がある。